# Sarah Kofman

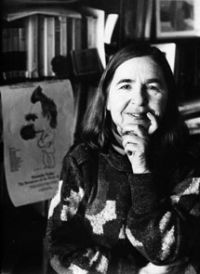
Sarah Kofman

Sarah Kofman (ur. 14 września 1934 w Paryżu, zm. 15 października 1994) była francuską filozofką, eseistką i profesorką na Sorbonie. W esejach swojej późnej twórczości zajmowała się Holokaustem.

## Życiorys
Sarah Kofman była trzecim z sześciorga dzieci polsko-żydowskich rodziców. Jej rodzicami byli Fineza Kofman (z domu Koenig) i rabin Berek Kofman. W 1929 wyemigrowali do Francji. W rodzinie mówiono w jidysz i po polsku.
W styczniu 1942 r. Berek Kofman, zarejestrowany jako bezpaństwowiec, wystąpił o nadanie obywatelstwa francuskiego dla swojej córki Sarah. W lipcu został deportowany do obozu internowania w Drancy, a 29 lipca przewieziony do obozu koncentracyjnego Auschwitz, gdzie został zamordowany.
W swojej autobiografii z 1994 roku Sarah Kofman pisze: „16 lipca 1942 roku mój ojciec wiedział, że zostanie „zabrany”. Krążyły pogłoski, że na ten dzień przygotowywano masowe aresztowania. Jako rabin małej synagogi w 18. dzielnicy przy Rue Duc wyszedł z domu bardzo wcześnie, aby zaalarmować jak największą liczbę Żydów i skłonić ich do jak najszybszego ukrycia się. Potem wrócił i czekał: bał się, że jeśli sam będzie się ukrywał, jego miejsce zajmie jego żona i sześcioro małych dzieci (trzy dziewczynki i trzech chłopców w wieku od dwóch do dwunastu lat). Czekał i modlił się, aby został aresztowany, jeśli tylko jego żona i dzieci zostaną uratowane”.
Matka ukrywała Sarah i jej rodzeństwo na wsi w okolicach Paryża od lipca 1942 do lutego 1943 roku. Ponieważ Sarah odmówiła jedzenia niekoszernych potraw od francuskich rolników, jej matka zabrała ją z powrotem do ich paryskiego mieszkania przy Rue Ordener. Po nalocie Gestapo Fineza uciekła z siedmioletnią Sarah do młodej wdowy z sąsiedztwa, francuskiej chrześcijanki. W jej mieszkaniu przy Rue Labat w 18. dzielnicy Paryża ukrywały się aż do wyzwolenia Paryża w sierpniu 1944. „Pani z Rue Labat” lub „mémé” (babunia), jak ją nazywała Sarah, wkrótce traktowała żydowską dziewczynę jak córkę, nadając jej imię Suzanne i wprowadzając ją w świecki francuski styl życia klasy średniej. W tym czasie Sarah odsunęła się od ortodoksyjnej kultury żydowskiej i języka jidysz, zapomniała o ojcu i pokłóciła się z matką.
Jej rodzeństwo przeżyło wojnę poza Paryżem. Większość członków rodziny ojca w Polsce zginęła w powstaniu w getcie warszawskim.
Sarah Kofman, straumatyzowana doświadczeniem ucieczki, spędziła dziewięć miesięcy ze swoją siostrą Annette w sanatorium dla dzieci, a następnie zamieszkała w domu dla dzieci deportowanych. W 1953 zdała maturę. Od 1955 do 1960 studiowała filozofię na Sorbonie. Po ukończeniu studiów uczyła w Lycée Saint-Sernin w Tuluzie, a od 1963 do 1970 w Lycée Claude Monet w Paryżu.
W październiku 1994 r. ukazały się drukiem autobiograficzne szkice zatytułowane Rue Ordener, Rue Labat, obejmujące jej dzieciństwo w Paryżu w latach 30. i 40. XX wieku, podczas którego – jak piszą Brault i Naas  – uczyła się zapominać o swojej żydowskiej tożsamości. Kilka dni po publikacji, w 150 rocznicę urodzin Nietzschego, odebrała sobie życie.

## Twórczość
Od 1970 Sarah Kofman pracowała na Université Paris 1 Panthéon-Sorbonne. W 1966 roku rozpoczęła pracę doktorską na temat pojęcia kultury u Nietzschego i Freuda pod kierunkiem Jeana Hyppolite’a w Collège de France, a po jego śmierci pod kierunkiem Gilles’a Deleuze’a. W 1976 obroniła doktorat zbiorem wcześniej opublikowanych prac pt. Travaux sur Nietzsche et sur Freud. Od 1991 do śmierci wykładała filozofię na Sorbonie jako profesor (maître de conférences). Jej dorobek obejmuje prawie 30 książek i liczne artykuły na tematy filozoficzne, literackie i o psychoanalizie, od Empedoklesa, Rousseau i Szekspira po Nietzschego, Freuda i Jacques’a Derridę. Z Derridą współpracowała przy wydawaniu, wraz z Jean-Lukiem Nancy i Philippe'em Lacoue-Labarthe'em, serii "La philosophie en effet". W kilku swoich pismach zajmowała się teoriami kobiecości; jej najbardziej znanym jest L’Énigme de la femme. La femme dans les textes Freud (1980).
Jej esej Paroles suffoquées, poświęcony Robertowi Antelme, Maurice’owi Blanchotowi i jej ojcu, został opublikowany w 1987 roku.

## Publikacje

### Książki
- L’enfance de l’art: Une interprétation de l’esthétique freudienne (1970). Tłum. w jęz. ang.: The Childhood of Art: An Interpretation of Freud’s Aesthetics (1988),
- Nietzsche et la métaphore (1972). Tłum. w jęz. ang.: Nietzsche and Metaphor (1993),
- Camera obscura: De l’idéologie (1973). Tłum. w jęz. ang.: Camera Obscura: Of Ideology (1998),
- Quatre romans analytiques (1974). Tłum. w jęz. ang.: Freud and Fiction (1991).
- Autobiogriffures (1976),
- Aberrations: Le devenir-femme d’Auguste Comte (1978),
- Nerval: Le charme de la répétition (1979),
- Nietzsche et la scène philosophique (1979),
- L’énigme de la femme: La femme dans les textes de Freud (1980). Tłum. w jęz. ang.: The Enigma of Woman: Woman in Freud’s Writings (1985),
- Le respect des femmes (Kant et Rousseau) (1982),
- Comment s’en sortir? (1983),
- Un métier impossible: Lecture de „Constructions en analyse” (1983),
- Lectures de Derrida (1984),
- Mélancholie de l’art (1985),
- Pourquoi rit-on? Freud et le mot d’esprit (1986),
- Paroles suffoquées (1987). Tłum. w jęz. ang.: Smothered Words (1998),
- Conversions: Le Marchand de Venise sous le signe de Saturne (1987),
- Socrate(s) (1989). Tłum. w jęz. ang.: Socrates: Fictions of a Philosopher (1998),
- Séductions: De Sartre à Héraclite (1990),
- Don Juan ou le refus de la dette (1991),
- „Il n’y a que le premier pas qui coûte”: Freud et la spéculation (1991),
- Explosion I: De l’„Ecce Homo” de Nietzsche (1992),
- Explosion II: Les enfants de Nietzsche (1993),
- Le mépris des Juifs: Nietzsche, les Juifs, l’antisémitisme (1994),
- Rue Ordener, rue Labat (1994). Tłum. w jęz. ang.: Rue Ordener, Rue Labat (1996),
- L’imposture de la beauté et autres textes (1995),
- Selected Writings (2007). Edited by Thomas Albrecht, Georgia Albert & Elizabeth G. Rottenberg; introduction by Jacques Derrida.